# RTL/ProSieben Schweiz
RTL/ProSieben Schweiz war ein gemeinsamer Sender der ProSiebenSat.1 Media und der RTL Group. Die Einstellung erfolgte nach sieben Monaten im März 2000.

## Geschichte
Am 16. August 1999 startete RTL/ProSieben Schweiz mit der ersten Ausgabe der Kurznachrichtensendung Express Start.
Das Vorabendprogramm von Montag bis Freitag zwischen 18:00 und 19:40 Uhr wurde gemeinsam produziert.
Eigentümer des Senders waren zu je 25 % RTL und ProSieben. Weitere Eigentümer waren die BC Medien Holding AG und die Medien Z Holding AG. Die Reichweite lag bei 1,7 Millionen Haushalten. Mit 10,4 % Marktanteil war das Programmfenster das erfolgreichste private Programmangebot in der Schweiz in dieser Zeit. Es erreichte jedoch nicht den von den Aktionären erwarteten Erfolg und wurde daher im März 2000 eingestellt.